# Kárász József
Kárász József (1931-ig Karasz; Szeged, 1914. május 12. – Hódmezővásárhely, 1996. november 9.) magyar író, könyvtáros.

## Életpályája
Hódmezővásárhelyen, a Református Bethlen Gábor Gimnáziumban érettségizett 1932-ben. Sárospatakon teológiát hallgatott, majd Kolozsvárott folytatta tanulmányait. Az Erdélyi Helikon, az Ifjú Erdély, a Pásztortűz közölte műveit. Részt vett a Hitel című folyóirat alapításában. A teológiai akadémiát Budapesten fejezte be, majd 1935-ben tért vissza Hódmezővásárhelyre. Az Egyetemi Kör tagjaként jelen volt a Márciusi Front megalakulásánál, szerkesztette a Hidat, a Márciusi Front rövid életű lapját. A népi írók elleni perek idején egy, a védelmükben írott cikke miatt kéthavi fogházra ítélték. 1938-1944 közt az Egyedül Vagyunk technikai szerkesztője, 1940-1944 közt az Új Magyarság újságírójelöltje. 1939-ben a Stádium kiadó alkalmazta, itt jelent meg első regénye, a Tanya. 1941-ben két újabb kötettel jelentkezett. 1945 májusában letartóztatták, börtönre ítélték háborús bűnösség vádjával, 1948-ban szabadult. 1993-ban a Legfelső Bíróság mentette fel a háborús bűnösség vádja alól. Csak 1956 elejétől jelenhettek meg újra írásai a Vásárhelyi Szóban, a Tiszatájban, majd 1957-ben új könyve, A gyújtogató. 1958-ban került az akkor Hódmezővásárhelyen működő Csongrád Megyei Könyvtárhoz. A helyi sajtó föltárásának megkezdésével új utat jelölt ki a helytörténeti kutatásban.

## Emlékezete
Tiszteletére a 2000-es években létrehozták Hódmezővásárhelyen a Kárász József Alapítványt, majd a Kárász József Irodalmi Kört, a hódmezővásárhelyi Kohán György utcában emléktáblát avattak.

## Művei

### Regények
- Tanya (1939)
- Családi tűzhely (1941)
- Asztagok (1941)
- A gyújtogató (1957)
- Tél a tavaszban (1959)
- Judit (1961)
- A templomkerülők (1963)
- Amíg megszületett (1967)
- A krétáshátú (1970)
- Árva madár (1972)
- Pörben (1973)
- Göröngyös út (1979)
- A kitüntetés (1991)
- Szabadulás (1994)
- Pirkad : elsüllyedt világ (1999)

### Elbeszélések
- Hull a jövendő! ; A legátus ; Vén csontok a gáton. In: Korán sötétedik : elbeszélés, karc, vers / Nagy István, Haller Gábor, Stéphán László, Kárász József (1932)
- A törött szobor (1976)

### Repertóriumok
- Tájékoztató a hódmezővásárhelyi Megyei Könyvtár új mezőgazdasági szakkönyveiről és a szakfolyóiratok fontosabb cikkeiről 1963. január 1. - 1963. október 1. (összeáll.; 1963)
- Tájékoztató a hódmezővásárhelyi Megyei Könyvtár új mezőgazdasági szakkönyveiről és a szakfolyóiratok fontosabb cikkeiről 1963. október 1. - 1964. október 1. (összeáll.; 1964)
- Az új élet kezdetén : a Vásárhely Népe c. napilap repertóriuma 1944. okt. 23 - 1945. ápr. 17. (bev., gyűjtötte és összeállította; 1969)
- "Éljen a köztársaság. Éljen a proletárdiktatúra!" : az 1918-19-es forradalmak hódmezővásárhelyi sajtójának repertóriuma (bev., gyűjtötte és összeállította; 1970)
- A Csongrád megyei hírlapok és folyóiratok bibliográfiája 1843-1970 (1974)
- A koalíciós idők : hódmezővásárhelyi újságok repertóriuma : 1. köt. : 1945. április 18 - 1946. május 30-ig (bev., gyűjtötte és összeállította; 1985)
- A koalíciós idők : hódmezővásárhelyi újságok repertóriuma : 2. köt. : 1946. június 1 - 1949. október 29-ig (bev., gyűjtötte és összeállította; 1986)
- Egy emberöltő Mártélyon : újságok és folyóiratok repertóriuma 1951-1980-ig (1989)
- Székkutas bibliográfiája és repertóriuma 1951-1980 (1990)
- A Viharsarok című lap repertóriuma 1953 (összeáll.; 1990)
- Jeles vásárhelyiek : a Csongrád Megyei Hírlap vásárhelyi kiadása 1988. október 4 - 1989. március 29. közötti számaiban megjelent életrajzok gyűjteménye (1991)

### Tanulmányok
- Sárospataki emlék. In: Vásárhelyi tanulmányok : irodalom, művészet, tudomány / [Ábrahám Lajos et. al. tanulmányai] ; [Papp Lajos et al. versei] ; [Kajáry Gyula et al. rajzai] (1964)
- A Vásárhely Népe című napilap születése és első fél esztendeje. In: Helytörténeti tanulmányok és krónikák a felszabadult Magyarország történetéből / szerk. Glatz Ferenc (1971)
- Sinka István, a juhászok pennaforgató ivadéka. In: Anyám balladát táncol : in memoriam Sinka István / [vál., szerk., összeáll. Medvigy Endre] (1999)

## Díjai, elismerései
- 1993-ban Hódmezővásárhely díszpolgárává avatta.